# Иванов, Эдуард Георгиевич
Эдуард Георгиевич Иванов (25 апреля 1938, Москва — 15 января 2012, там же) — советский хоккеист. Мастер спорта СССР (1962). Заслуженный мастер спорта СССР (1963).

## Биография
Родился 25 апреля 1938 года в Москве.
Родители всю жизнь работали на заводе. Начинал в Москве на стадионе «Юных пионеров» у тренера Владимира Георгиевича Блинкова. На этом стадионе тренировался и «Химик» (Москва), куда в скором времени Иванова пригласил тренер Николай Эпштейн. После того, как команда перебралась в Воскресенск — перешёл в московские «Крылья Советов».
В «Крыльях» играл 5 лет в паре с Альфредом Кучевским. Долго отказывался переходить в ЦСКА, и только после разговора с Тарасовым принял решение играть в ЦСКА.
Перейдя в ЦСКА, стал регулярно попадать в сборную СССР. В ЦСКА и сборной играл в паре с Рагулиным и с тройкой нападения Локтев-Александров-Альметов (с тройкой играли около 2-х лет).
В олимпийском Турнире 1964 г. забросил 5 шайб, в чемпионате страны 1963/64 г. — 2 шайбы.
На Олимпиаде-1964 ему достался приз лучшего нападающего, что было вызвано необычным решением оргкомитета, передавшего приз советской команде для самостоятельного выбора лучшего игрока.
Входил в список 34 лучших хоккеистов СССР в 1964 г.
Частые нарушения спортивного режима привели к потере места в сборной СССР, а затем и в ЦСКА.
Член КПСС с 1972 года. После окончания карьеры игрока работал в спортклубе МВО, отвечал за формирование команд по нескольким видам спорта на первенство ВС.
В 1979-88 работал начальником ДЮСШ ЦСКА. По признанию Иванова, главным своим открытием считает привезенного из Хабаровска Александра Могильного.
В 1990-е годы работал заместителем президента ветеранского движения Александра Рагулина.
Подполковник в отставке.
В последние годы Иванов руководил ветеранским движением армейцев, прикладывая много усилий для того, чтобы прославленные хоккеисты не теряли нить жизни. Эдуард Георгиевич Иванов — заслуженный мастер спорта СССР, играл на позиции защитника, чемпион Олимпийских игр-1964, неоднократный чемпион мира / 1963—1965, 1967 /. В составе ЦСКА Иванов четыре раза становился чемпионом СССР, дважды выиграл Кубок СССР.
В 2009 году Эдуард Иванов работал на съёмках фильма «Миннесота» тренером-консультантом и постановщиком хоккейных сцен. Обучал хоккейному мастерству актёров Сергея Горобченко и Антона Пампушного.
Умер 15 января 2012 года в Москве. Похоронен на Троекуровском кладбище.

## Карьера
- 1955—1957 — Химик (Москва, Воскресенск)
- 1957—1962 — Крылья Советов (Москва)
- 1962—1967 — ЦСКА
- 1967—1970 — СКА (Калинин)

## Достижения
- Чемпион ЗОИ 1964.
- Чемпион мира 1963—1965, 1967. Третий призёр ЧМ 1961. На ЧМ и ЗОИ — 29 матчей, 12 шайб.
- Чемпион СССР 1963—1966. Второй призёр чемпионата СССР 1958, 1967. Третий призёр чемпионата СССР 1959 и 1960. В чемпионатах СССР — около 300 матчей, забросил 40 шайб.
- Обладатель Кубка СССР 1966, 1967.

## Награды
- орден «Знак Почёта» (30.03.1965)
- медаль ордена «За заслуги перед Отечеством» II степени (20.12.1996)